# 有田プレビュールーム
『有田プレビュールーム』（ありたプレビュールーム）は、TBS系列で、2020年7月6日から2021年3月15日まで毎週月曜19:00 - 20:00（JST）に放送されたバラエティ番組。全17回。

## 概要
『名医のTHE太鼓判!』の後番組として、月曜19時台に新設。
有田哲平（くりぃむしちゅー）がMCを務める。VTRプレゼンターとして登場する有名人が自分の私生活や趣味などに関するVTRを持ち込み、自らプレゼンする。その後、有田ら審査員が今後も「シリーズ化」したいかどうかジャッジする。
当初は2020年4月27日に開始予定であったが、新型コロナウイルス感染症の感染拡大のため、TBSは同月3日に放送開始日の延期を発表した。その後、同年7月6日に初回2時間SPで放送開始した。
20時枠の『クイズ!THE違和感』、21時枠の『アイ・アム・冒険少年』、22時枠の『CDTVライブ!ライブ!』が2時間から4時間の拡大スペシャルを行うことが多く、月に1 - 2回の放送となっていた。
10月19日放送分では芸人達が自ら撮影したおもしろ動画からNo.1を選出する「芸人動画グランプリ」を開催。その後の放送でもこの企画が実施されており、開始当初の番組内容とは異なるものとなっていた。
裏番組の『有吉ゼミ』（日本テレビ）・『帰れマンデー見っけ隊!!』（テレビ朝日）・『ネプリーグ』（フジテレビ）に押されたため、2021年3月15日の2時間SPをもって終了。後番組は、21時枠の『アイ・アム・冒険少年』が2時間繰り上げで枠移動した。

## 出演者
MC
- 有田哲平（くりぃむしちゅー）

プレビューメンバー
- 高嶋ちさ子（ヴァイオリニスト） - 「芸人動画グランプリ」には出演しない。

進行
- 宇内梨沙（TBSアナウンサー）

## ネット局
| 放送対象地域   | 放送局                    | 系列    | 放送日時           | ネット状況 |
| -------------- | ------------------------- | ------- | ------------------ | ---------- |
| 関東広域圏     | TBSテレビ（TBS）          | TBS系列 | 月曜 19:00 - 20:00 | 制作局     |
| 北海道         | 北海道放送（HBC）         | TBS系列 | 月曜 19:00 - 20:00 | 同時ネット |
| 青森県         | 青森テレビ（ATV）         | TBS系列 | 月曜 19:00 - 20:00 | 同時ネット |
| 岩手県         | IBC岩手放送（IBC）        | TBS系列 | 月曜 19:00 - 20:00 | 同時ネット |
| 宮城県         | 東北放送（tbc）           | TBS系列 | 月曜 19:00 - 20:00 | 同時ネット |
| 山形県         | テレビユー山形（TUY）     | TBS系列 | 月曜 19:00 - 20:00 | 同時ネット |
| 福島県         | テレビユー福島（TUF）     | TBS系列 | 月曜 19:00 - 20:00 | 同時ネット |
| 山梨県         | テレビ山梨（UTY）         | TBS系列 | 月曜 19:00 - 20:00 | 同時ネット |
| 長野県         | 信越放送（SBC）           | TBS系列 | 月曜 19:00 - 20:00 | 同時ネット |
| 新潟県         | 新潟放送（BSN）           | TBS系列 | 月曜 19:00 - 20:00 | 同時ネット |
| 静岡県         | 静岡放送（SBS）           | TBS系列 | 月曜 19:00 - 20:00 | 同時ネット |
| 富山県         | チューリップテレビ（TUT） | TBS系列 | 月曜 19:00 - 20:00 | 同時ネット |
| 石川県         | 北陸放送（MRO）           | TBS系列 | 月曜 19:00 - 20:00 | 同時ネット |
| 中京広域圏     | CBCテレビ（CBC）          | TBS系列 | 月曜 19:00 - 20:00 | 同時ネット |
| 近畿広域圏     | 毎日放送（MBS）           | TBS系列 | 月曜 19:00 - 20:00 | 同時ネット |
| 鳥取県・島根県 | 山陰放送（BSS）           | TBS系列 | 月曜 19:00 - 20:00 | 同時ネット |
| 岡山県・香川県 | RSK山陽放送（RSK）        | TBS系列 | 月曜 19:00 - 20:00 | 同時ネット |
| 広島県         | 中国放送（RCC）           | TBS系列 | 月曜 19:00 - 20:00 | 同時ネット |
| 山口県         | テレビ山口（tys）         | TBS系列 | 月曜 19:00 - 20:00 | 同時ネット |
| 愛媛県         | あいテレビ（itv）         | TBS系列 | 月曜 19:00 - 20:00 | 同時ネット |
| 高知県         | テレビ高知（KUTV）        | TBS系列 | 月曜 19:00 - 20:00 | 同時ネット |
| 福岡県         | RKB毎日放送（rkb）        | TBS系列 | 月曜 19:00 - 20:00 | 同時ネット |
| 長崎県         | 長崎放送（NBC）           | TBS系列 | 月曜 19:00 - 20:00 | 同時ネット |
| 熊本県         | 熊本放送（RKK）           | TBS系列 | 月曜 19:00 - 20:00 | 同時ネット |
| 大分県         | 大分放送（OBS）           | TBS系列 | 月曜 19:00 - 20:00 | 同時ネット |
| 宮崎県         | 宮崎放送（mrt）           | TBS系列 | 月曜 19:00 - 20:00 | 同時ネット |
| 鹿児島県       | 南日本放送（MBC）         | TBS系列 | 月曜 19:00 - 20:00 | 同時ネット |
| 沖縄県         | 琉球放送（RBC）           | TBS系列 | 月曜 19:00 - 20:00 | 同時ネット |

## スタッフ
- 構成：桜井慎一、石塚祐介、アリエシュンスケ、大谷裕一、狩野孝彦【毎週】／成瀬正人、堀江B面、北島一人、坂田至【週替り】
- ナレーター：立木文彦、橋本さとし【毎週】、鬼頭明里【週替り】
- TM：鈴木博之
- TD：江浦友樹
- カメラ：荻野祐也
- VE：佐藤希美
- 音声：和田良介
- 照明：木戸昭彦
- 美術プロデューサー：桂誉和
- 美術デザイナー：宇野宏美
- 美術制作：岩井愛
- 装置：正代俊明
- 操作：佐藤翔太
- 電飾：森田光俊
- アクリル装飾：渡邊卓也
- 装飾：川原栄一
- ヘアメイク：三田彩望(聖)
- CG：榛葉大介
- イラスト：中村サトル
- 技術協力：東京オフラインセンター【毎週】、スウィッシュ・ジャパン【週替り】
- 編集：内海大助
- MA：的池将、清水佑莉【週替り】
- 音効：高取謙、岡沢秀二
- 編成：佐藤美紀
- 宣伝：落合真実(美)
- TK：常藤直子
- デスク：渡辺香織
- リサーチ：正岡彩、CRAFTLAB
- AD：関根日菜、松井勇武、窪田将大、田中優花、奥野彩加、新田空瑠海【毎週】、高嶋美紀、三宅幸穂、大谷茉由、久田剛暉、中村早紀、福岡尚也、小川愛弓、大河内理賀、玉田海弥、伊達政紀、平田由美子【週替り】／鯉川りさ、長坂真弥、平田隼人、金城桃子、増山源太、福田亜衣、長坂真弥、沢田早弥香、渡辺亮太、福田智幸
- AP：向恵利香【毎週】、吉澤豪起、山中令子【週替り】／古舘由美子、峰岡晃子【毎週】／菅野健治、李英叔、大谷真弓
- ディレクター：三井知人、芝俊明、早田翔、松本健人、安岡温彦【毎週】、田中真之、杉本泰規、阿部裕一郎、戸田悠貴（BERMUDA）、須藤駿、江藤博文、益田洋平、榛澤祥希、恒川亜美【週替り】／岡本健吾、橋本詳吾、守屋茂員（M-SPOT）、唐沢宏一（ZION）、吉澤直樹、渋谷曜、秋山務、溝端幹央、西野昇三、西岡奈美、瀬津巧、阪口悠樹、櫻井慎太郎
- 担当プロデューサー：田村恵里、好田康智、八木田祐子、関原奈津子、千田幸博（エクセリング）、渡辺資（CRAFT）、名田雅哉（officeDA-NA）／久田誠司（田村・八木田・久田→以前はプロデューサー、それ以外→以前は制作プロデューサー）
- チーフディレクター：塚田直之、石野将（エクセリング）、山形和也（ZION）、中山健志、山嶋将義（全員→以前は演出・ディレクター）
- 演出：大楽和也（以前はディレクター）【週替り】／川平秀二（デージカンパニー、以前は総合演出）
- プロデューサー：松原拓也
- CP：江藤俊久
- 制作協力：デージカンパニー、エクセリング、ZION[9]、officeDA-NA
- 制作：TBSテレビコンテンツ制作局制作二部
- 製作著作：TBSテレビ

### 過去のスタッフ
- TM：荒木健一
- 美術デザイナー：村山抽香
- MP：篠塚純
- 制作プロデューサー：長瀬徹（ZION）、木谷真規（エクセリング）、原田里美
- プロデューサー：今井真木子